# 玉置実
玉置 実（實、たまき みのる、1907年（明治40年）9月12日 – 没年不詳）は、昭和期の商工官僚、実業家、弁護士、政治家。衆議院議員。

## 経歴
香川県小豆郡草壁村（草壁町、内海町草壁本町を経て現小豆島町）で生まれる。1931年（昭和6年）10月、高等試験行政科試験に合格。1932年（昭和7年）東京商科大学を卒業した。
横浜専門学校（現神奈川大学）教授、大倉高等商業学校（現東京経済大学）講師を務めた。三菱商事勤務を経て、1937年（昭和12年）企画院事務官に任官。同調査官を経て、1938年（昭和13年）商工事務官に転じた。以後、物価局事務官、近畿地方総監府副参事官、内務省調査局第一課長、商工省賠償実施局第一課長などを歴任。1948年（昭和23年）香川県に転じ経済部長兼労働部長に就任した。同年兵器処理委員会に関する問題で衆議院不当財産取引調査特別委員会に証人喚問された。
1949年（昭和24年）1月の第24回衆議院議員総選挙に香川県第1区から民主自由党公認で出馬して当選し、衆議院議員に1期在任した。その後、第25回総選挙に立候補したが次点で落選した。
1954年（昭和29年）弁護士に登録。朝日航空（朝日ヘリコプターを経て現朝日航洋）の成立に参画し初代取締役社長に就任。東和工業社長も務めた。その他、東京香川県人会副会長、東京小豆島会会長にも在任した。

## 親族
- 弟 玉置猛夫（参議院議員）[1]

## 脚註
1. 1 2 3 4 5 6 7 8 9 10 11 12 13 14  『香川県人物・人名事典』150頁。
2. 1 2 3 4 5 6 7 8 9 10 11  『議会制度百年史 - 衆議院議員名鑑』401頁。
3. 1 2  『日本官僚制総合事典：1868 - 2000』292頁。
4. ↑  第2回国会　衆議院　不当財産取引調査特別委員会　第47号　昭和23年8月4日
5. 1 2  『国政選挙総覧 1947-2016』332頁。